# Takahiro Ohara
Takahiro Ohara (født 6. december 1986) er en japansk tidligere professionel fodboldspiller.
Han har spillet for flere forskellige klubber i sin karriere, herunder Tokushima Vortis og Fukushima United FC.